# OpenSocial
OpenSocial es un servicio de Google, Yahoo!, MySpace y otros muchos asociados, que mediante un conjunto de API permite construir aplicaciones o redes sociales. De tal manera que la forma de programar aplicaciones para diferentes sitios de redes sociales sea común.

## Qué es OpenSocial
OpenSocial es un conjunto de API comunes destinadas a la creación de aplicaciones sociales en múltiples sitios web. OpenSocial está compuesto por API de JavaScript y API de datos de Google. 
La existencia de este modelo de programación único resulta de gran utilidad tanto para los desarrolladores como para los sitios web. En primer lugar, los desarrolladores solo tienen que aprender las API una vez para crear aplicaciones que funcionen con cualquier sitio web compatible con OpenSocial. En segundo lugar, como cualquier sitio web puede implementar OpenSocial, los desarrolladores disponen de una amplia red de distribución para llegar a los usuarios. Los sitios web también se benefician mediante la participación de un conjunto mucho más numeroso de desarrolladores externos que el que podrían conseguir sin un conjunto estándar de API. 
La Compañía Google y sus asociados, ofrecen algunas tecnologías para que Internet en su conjunto llegue a ser un medio más social, respondiendo así al claro interés de los usuarios. Productos, como orkut, son solo uno de los distintos sitios web que implementan OpenSocial. Actualmente, el código de ejemplo se ofrece con la licencia de Apache 2.0. Además, las licencias de toda la documentación de OpenSocial proceden de Creative Commons, por lo que se puede reutilizar y combinar los servicios como estimes oportuno. En el futuro, se plantea ofrecer el software libre de los componentes necesarios para ejecutar OpenSocial en tu propio sitio web.

## La estructura básica de una aplicación social que utiliza el API de OpenSocial
Las aplicaciones de OpenSocial utilizan la estructura de gadgets de Google, pero con extensiones que proporcionan acceso programático a datos sociales dentro de su entorno de contenedor. De forma similar a los gadgets de Google, las aplicaciones de OpenSocial alojan documentos XML con lenguaje HTML/JavaScript integrado. Las aplicaciones sociales disponen de la mayor parte de la infraestructura de los gadgets de Google, pero con algunas pequeñas excepciones. 
Uno de los primeros entornos de las aplicaciones sociales que utilizan las API de OpenSocial es orkut. Se espera que otros sitios web compatibles con OpenSocial admitan pronto la participación de desarrolladores.

## Crear aplicaciones sociales con OpenSocial
Las aplicaciones sociales se crean en principio de la misma forma que los gadgets de Google: con tu editor de texto favorito o con el Editor de gadgets de Google. A continuación, se pueden aumentar con las API JavaScript de OpenSocial, donde estas aplicaciones pueden obtener y enviar datos sociales sobre amigos y actividades.

## Preguntas frecuentes

### Requiere OpenSocial algún complemento o lenguaje de marcado especial
No. OpenSocial utiliza JavaScript, HTML y XML estándar. Solo necesitas una buena idea y unos minutos para escribir JavaScript y HTML. Google se encarga del alojamiento si lo prefieres, pero también puedes utilizar tus propios servidores.

### ¿Pueden utilizar Flash las aplicaciones de OpenSocial?
Sí. Al igual que ocurre con los gadgets de Google, es posible insertar contenido Flash en una aplicación social. 

### ¿Pueden interactuar las aplicaciones de OpenSocial con otros sitios web?
Sí, las aplicaciones sociales pueden interactuar completamente con aplicaciones externas de terceros utilizando protocolos web estándar. 

### ¿Qué otras bibliotecas JavaScript puedo utilizar?
¡Todas! Dojo, Prototype, JQuery, GWT, etc. 

### ¿Qué lenguajes puedo utilizar en mi servidor?
¡Todos! PHP, Ruby on Rails, Java, etc.

## Candidatos a Director de la Fundación OpenSocial
Lista de candidatos propuestos por la comunidad, para ejercer como directores de la Fundación OpenSocial (23-10-2008); 
- Shawn Ames
- Leah Belsky
- Jaume Cañellas Galindo
- Walker Fenton
- Nikil Gandhy
- David marca Medinets
- Chris Messina
- John Norman
- Jay Parikh
- Jim Risner
- Krishna Sankar
- Roberto Scano
- Joseph Smarr